# كلاتة حاجي يوسف (باقران)
كلاتة حاجي يوسف (بالفارسية: کلاته حاجی یوسف) هي مستوطنة تقع في إيران في قسم باقران الريفي. يقدر عدد سكانها بـ 64 نسمة .